# Lost Foam

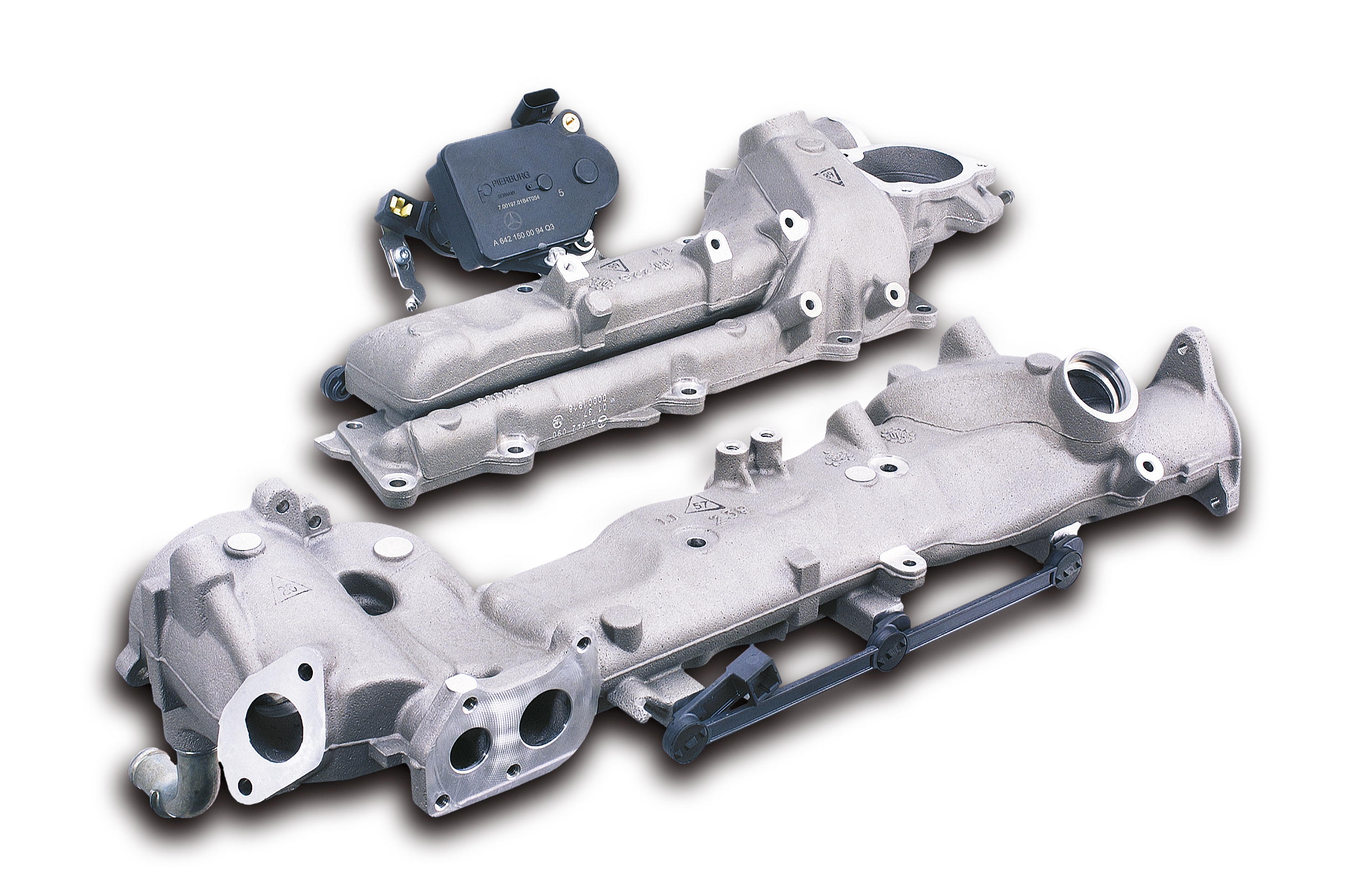
Ladeluftverteilerleitung
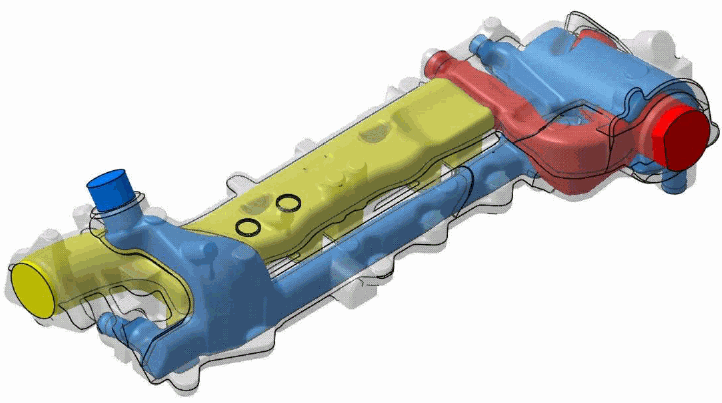
Schematische Darstellung
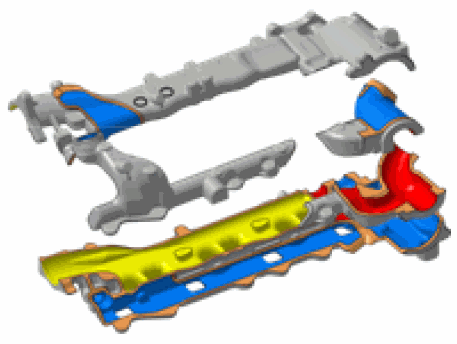
Zerlegung
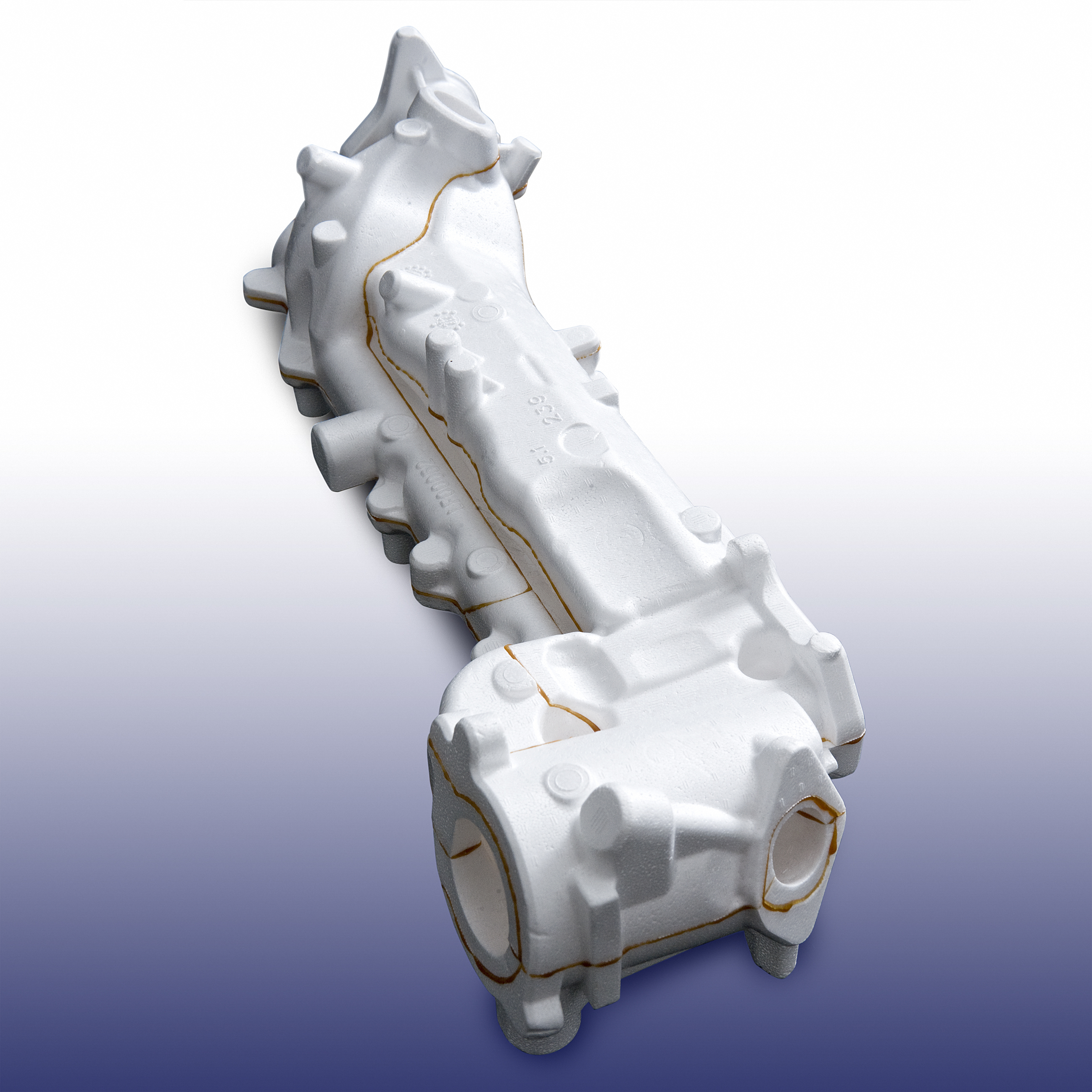
zusammengesetzter Schäumling

Lost Foam (deutsch Gießen mit verlorenem Schaum) ist ein Gießverfahren, bei dem ein Positivmodell (Schäumling bzw. Kern (allg.)) aus formgeschäumtem Polystyrol („Styropor“ bzw. „Hostapur“) oder Polymethylmethacrylat (Acrylglas) in einen Formstoff, meist aus Quarzsand, eingebettet und der so entstehende Hohlraum mit flüssigem Metall ausgegossen wird. Das Modell wird dabei durch die Metallschmelze thermisch zersetzt. Beim Gießen ist somit für jedes Gussteil ein entsprechendes Positivmodell bereitzustellen, das nach dem Gießvorgang nicht mehr existiert (verlorenes Modell).
Ein ähnliches Verfahren ist das Vollformgießen. Der Hauptunterschied ist, dass beim Vollformgießen Sand mit Bindemittel und beim Gießen in verlorenem Schaum Sand ohne Bindemittel verwendet wird. Beide Verfahren gehören zum Gießen mit verdampfenden Modellen.
Der Schäumling kann aus mehreren Teilen zusammengesetzt sein und somit komplexe Formen, auch solche mit Hinterschneidungen, annehmen. Die Konturen der Gussteile müssen nach dem Gießen wenig nachbearbeitet werden, weil sie ihrer endgültigen Kontur schon sehr nahekommen.

## Geschichte
Im Jahre 1958 patentierte der Amerikaner H. F. Shroyer das Vollformgießverfahren, das Modelle aus einem Polymerschaum in chemisch gebundenen Formsand einformt und durch die thermische Energie der einströmenden Schmelze das Modell vergast.

## Das Verfahren
Das Fertigungsverfahren mittels Lost Foam setzt sich aus 8 Prozessschritten zusammen.
Diese sind Schäumen und Zusammenfügen der Modellsegmente, anschließende Modellmontage und das Schlichten sowie das Einformen und Gießen, gefolgt vom Zersetzungsprozess und dem Entleeren.

### Schäumen
Das Ausgangsmaterial zur Herstellung von Modellen für das Aluminiumgießen ist das mit dem Treibmittel Pentan (C5H12) versetzte expandierbare Polystyrol (EPS). Das Copolymer aus EPS und EPMMA (expandierbares Polymethylmethacrylat) wird besonders für die Herstellung von Gusseisen und Stahlbauteilen eingesetzt. Diese beiden Stoffe liegen in kugeliger Form vor und enthalten 6 % aus Polymer und Pentan, die restlichen 94 % sind Luft.

#### Vorschäumen
Polystyrol ist durch die Einlagerung von Pentan als Treibmittel expandierfähig. Durch die Zufuhr von circa 110 °C heißem Wasserdampf wird das EPS-Material in einer Aufschäumkammer zum Expandieren gebracht. Der dadurch entstehende Überdruck im freien Volumen zwischen den Polystyrolmolekülen und die Erweichung der Polymermatrix aufgrund der weiter steigenden Temperatur bewirken eine Vergrößerung der EPS-Perlen auf das gewünschte, bis zu circa 30-Fache des ursprünglichen Volumens. Durch dieses Verfahren wird die zur Weiterbearbeitung benötigte Dichte erreicht.

#### Fertigschäumen
In diesem Verfahrensschritt werden die EPS-Perlen mit Druckluft durch einen Injektor in eine metallische Dauerform geblasen, wo sie zur gewünschten Modellform verschweißt werden. Dies geschieht durch erneutes Bedampfen der Formoberfläche mit ca. 110 °C heißem Wasserdampf, der in den Formhohlraum gelangt.

### Fügen der Modellsegmente
Nach dem Schäumen und Trocknen der einzelnen Modellsegmente, müssen diese nun zur geplanten komplexen Modellform zusammengesetzt werden. Dies geschieht in der Regel serienmäßig mit Klebemaschinen zur Verarbeitung von Heißkleber, welche zusätzlich die Fixierung der Modellteile übernehmen.

### Montage der Modellsegmente

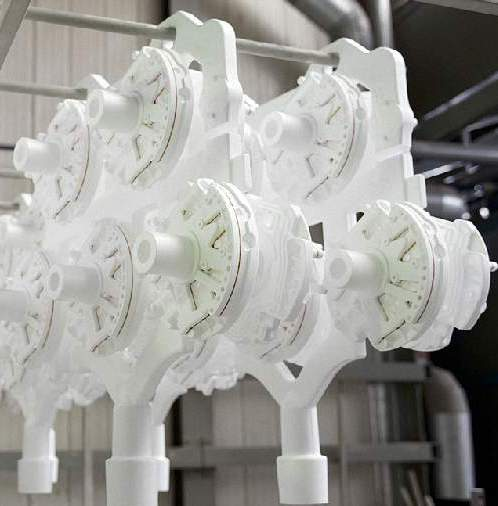
Modelltrauben

Um den Gesamtprozess effizienter zu gestalten, werden nach Möglichkeiten Endmodelle mit einem Einguss-/ Angusssystem verbunden, dadurch entsteht eine sogenannte Modelltraube oder ein Cluster. An dieser Modelltraube können unterschiedlich viele Modelle angebracht werden.

### Schlichten

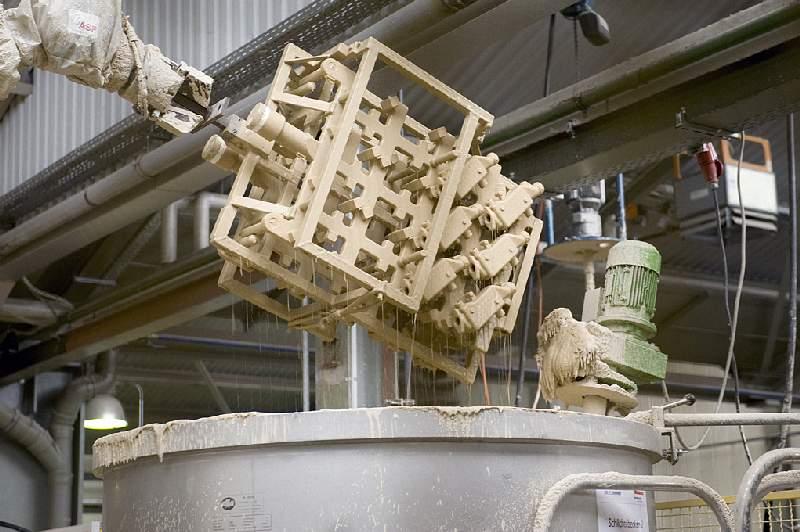
Schlichtvorgang

Durch ein Tauchverfahren werden die fertigen Modelltrauben mit einer wasserbasierten, keramischen Schlichte überzogen. Der Sinn dieses Vorganges liegt darin, die flüssigen und gasförmigen Bestandteile abzuleiten und somit die Formfüllung zu steuern. Außerdem bildet die Schlichte eine feuerfeste Barriere.
Die Modelltrauben werden anschließend getrocknet, um die Restfeuchtigkeit zu reduzieren, die sonst eine Porosität im Gussteil erzeugen kann. Dies geschieht in der Regel in einem 50 °C warmen Ofen, wobei auch Mikrowellentrocknung möglich ist.

### Einformen
Beim Einformen wird die nun getrocknete Modelltraube in einen Gießbehälter eingesetzt und sequenziell mit einem Formstoff berieselt. In der Regel wird Quarzsand als Formstoff verwendet, aber es kann auch Mullit zum Einsatz kommen. Um das Modell oder die Modelle detailgetreu auszuformen, wird die Modelltraube Vibrationen ausgesetzt, wodurch der Formstoff in alle Hohlräume fließen kann.

### Das Gießen
Durch einen Gießlauf und ein Anschnittsystem wird die Metallschmelze in das Schaumstoffmodell geleitet, wo die thermische Energie die Modelltraube zersetzt. Die Schmelze füllt nun den freigewordenen Hohlraum vollständig aus und es wird somit nach dem Erstarren des Metalls die exakte Teilekontur gebildet.

### Entleeren
Das Entleeren erfolgt durch Kippen der Gießbehälter, wobei der Formstoff (Quarzsand) aus den Hohlräumen fließen kann. Der Quarzsand kann anschließend wieder in das Sandrückführsystem geleitet werden. Die Entfernung möglicher Rückstände der Schlichte kann durch ein Wasserbad bei 30–40 °C bewerkstelligt werden. Hierzu ist aber eine Traubentemperatur von ca. 300 °C nötig.

## Vorteile
Das Lost-Foam-Verfahren bietet im Vergleich zu anderen Gießverfahren eine größere Gestaltungs- und Designfreiheit bei der Konstruktion von Gussteilen. Funktionsintegrierte Gussbauteile können durch den schichtweisen Aufbau der Modellsegmente in einem Stück dargestellt werden, was auch einen Kostenvorteil bietet. Das Verfahren erfordert nur eine geringe Gussnachbearbeitung. Durch den Wegfall von Bearbeitungsvorgängen, Montageteilen, Verschraubungen etc. werden auch die Montage- und Bearbeitungskosten reduziert. Zudem lassen sich die einzelnen Arbeitsschritte gut automatisieren. Dies führt zu einer hohen Flexibilität durch geringe Rüstzeiten. Vorteilhaft sind auch die hohen Standzeiten der EPS-Formen, die zu geringeren anteiligen Werkzeugkosten führen.

## Nachteile
Nachteile des Lost-Foam-Verfahrens sind zum Beispiel die hohen Anforderungen an die Modellqualität, die Zersetzung des Modells beim Gießprozess und die Reproduzierbarkeit des Formfüllverhaltens. Die Modelle bzw. Modelltrauben sind empfindlich, deshalb besteht die Gefahr der Deformierung bzw. Beschädigung beim Schlichten, Trocknen und Einformen. Darüber hinaus entstehen beim Gießen durch das Zersetzungsverfahren des Modells Kohlenwasserstoffverbindungen, welche den Einsatz von Absaugsystemen erforderlich machen.

## Anwendungen
Mit dem Lost-Foam-Verfahren sind heute komplexe Bauteile herstellbar, wie sie in keinem anderen Gießverfahren herstellbar sind. Die Vorteile des Verfahrens erlauben es, komplizierte Geometrien einfach umzusetzen. Beispiele finden sich in der Automobilzulieferung, aber auch in vielen anderen Bereichen, wo Gießverfahren wie Druckguss oder Kokillenguss an ihre Grenzen stoßen.